# Макеев, Михаил Кириллович
Михаи́л Кири́ллович Маке́ев (31 декабря 1896 — март 1979) — советский государственный и партийный деятель.

## Биография
Родился в семье рабочего. В 1914 году окончил реальное училище. С 1915 г. служил в армии. Член партии с 1917 г.
В 1918—1922 годах — участник Гражданской войны: политкомиссар кавалерийской дивизии, военком Донского округа, нач. штаба 6-й Чонгарской кавалерийской дивизии.
В 1922—1923 гг. — секретарь Мышкинского уездного комитета РКП(б).
В 1923—1931 гг. работал в Ярославле, Томске, Омске, Москве. С мая 1925 г. в органах НКВД. 30 декабря 1926 г. на заседании бюро Томского окружкома РКП(б) утверждён начальником окружного административного отдела, одновременно возглавлял милицию округа. В сентябре 1927 г. откомандирован в распоряжение Сибирского крайкома ВКП(б).
В 1931—1933 гг. — аспирант Института красной профессуры. В 1933—1935 гг. — начальник политотдела совхоза в Орше. В 1936—1942 гг. — на ответственной работе в Наркомсовхозе СССР, Наркомфине СССР (Москва).
С 22 октября 1942 по 13 января 1946 г. работал в Астрахани: председатель райисполкома, председатель горсовета.
В 1946—1951 гг. на ответственной работе в Главсельстрое при Совете Министров СССР (Москва).
С 1952 г. на пенсии.
Умер в Москве в марте 1979 года.